# Igor Falecki
Igor Falecki (ur. 8 lutego 2002 w Gdańsku) – polski perkusista, wokalista, multiinstrumentalista, producent muzyczny. W 2021 roku utworzył swój projekt o nazwie IF Igor Falecki, w którym jest autorem tekstów i muzyki, a także zajmuje się nagrywaniem wszystkich instrumentów oraz produkcją muzyczną.

## Życiorys
Jego ojciec Artur Falecki, który też jest muzykiem, opublikował 21 września 2006 roku nagranie z Igorem w serwisie YouTube – film obejrzało tam 4,8 mln osób (stan na czerwiec 2020 r.), ale jego rodzice szacują, że mogło go obejrzeć kilkaset milionów osób z całego świata, bo programy o utalentowanym muzyku przygotowały telewizje z całego świata, m.in. ABC, CBS, MTV, Canal+, a CNN prezentując gwiazdy polskiej muzyki, nazwała go „geniuszem perkusji”.
Był stypendystą m.in. Ministerstwa Kultury i Dziedzictwa Narodowego, Marszałka Województwa Pomorskiego oraz Miasta Gdańska.
W 2014 roku redakcja „Dużego Formatu”, dodatku do „Gazety Wyborczej” umieściła go na liście 20 najbardziej wpływowych nastolatków w Polsce.
Pierwszą płytę długogrającą „Classic!” nagrał z Capellą Gedanensis. Na perkusji grał na niej utwory m.in. Mozarta, Beethovena, Straussa.
Od 2016 roku współpracuje z Radzimirem Dębskim.
W 2017 roku magazyn „Perkusista” wybrał 101 najważniejszych polskich perkusistów wszech czasów – Igor był najmłodszy na tej liście, miał wtedy tylko piętnaście lat.
W 2020 roku został jednym z bohaterów książki Justyny Sucheckiej „Young Power. 30 historii o tym, jak młodzi zmieniają świat”.
W 2021 roku utworzył swój nowy projekt o nazwie IF Igor Falecki, w którym tworzy muzykę w klimacie indie pop/rock alternatywny. Igor odgrywa wiele ról w swojej produkcji muzycznej, grając i nagrywając wszystkie instrumenty, zajmując się procesem miksowania i pisząc teksty do swoich piosenek.
Obecnie pracuje nad płytą z autorskim materiałem.
W 2023 roku razem ze swoim zespołem IF Igor Falecki grali na takich wydarzeniach jak: Sea You Music Showcase, Męskie Granie, Grand Lubicz Festiwal Światła oraz Light Move Festival.